# Ogmodera
Ogmodera is een kevergeslacht uit de familie van de boktorren (Cerambycidae). De wetenschappelijke naam van het geslacht werd voor het eerst geldig gepubliceerd in 1908 door Aurivillius.

## Soorten
Ogmodera omvat de volgende soorten:
- Ogmodera albovittata Breuning, 1974
- Ogmodera forticornis Breuning, 1942
- Ogmodera kenyensis Breuning, 1939
- Ogmodera lobata Breuning, 1942
- Ogmodera multialboguttata Breuning, 1956
- Ogmodera nigrociliata Breuning, 1960
- Ogmodera sudanica Breuning, 1973
- Ogmodera sulcata Aurivillius, 1908